# Tell Banat
Tell Banat est un site archéologique de Syrie, situé sur l'Euphrate, couvrant environ 25 hectares. Ses niveaux principaux correspondent à la seconde moitié du IIIe millénaire av. J.-C. (période de l'âge du bronze ancien).
Le site est centré sur une grande plateforme artificielle sur laquelle avaient été érigés plusieurs édifices. La construction principale qui y a été identifiée est le « Monument blanc », d'environ 100 mètres de diamètre et vingt de hauteur, où ont été repérées des tombes, indiquant peut-être une fonction funéraire pour cet édifice encore énigmatique. La trouvaille principale sur le site est une tombe à cinq chambres, qui a livré divers objets de valeur indiquant qu'elles étaient occupées par des défunts appartenant à l'élite locale : divers bijoux constitué d'or et de différentes pierres ornementales (gypse, lapis-lazuli), des vases en albâtre à incrustations, des œufs d'autruche décorés. Cela indique manifestement la présence d'une riche élite dominant ce site durant cette période. Parmi les autres secteurs fouillés sur le site, ont été identifiés des espaces artisanaux.